# Prométhée
Prométhée è una tragédie lyrique in tre atti di Gabriel Fauré (op. 82), su libretto di Jean Lorrain e Ferdinand Hérold, liberamente tratto dal mito di Prometeo e, in particolare, per la parte centrale, dal Prometeo incatenato di Eschilo.
La prima rappresentazione ebbe luogo all'arena di Béziers il 27 agosto 1900, allestita per due sole sere, davanti a 15.000 spettatori.
L'opera presenta una struttura anomala, in quanto il testo di alcuni personaggi, tra cui il protagonista, è recitato anziché cantato. L'organico corale e orchestrale è colossale, e include tre bande, 100 strumenti ad arco e ben 15 arpe. Ad esso si aggiunge il corpo di ballo.
Fauré affidò l'orchestrazione di alcune parti ad un gruppo di amici, tra cui Charles Eustace, che diresse anche la prima esecuzione.
L'opera, pur ottenendo un buon successo, non riuscì ad entrare in repertorio a causa dell'organico sterminato e dei proibitivi costi di produzione. Perciò Jean Roger-Ducasse, allievo di Fauré, decise di riorchestrare la partitura per una normale orchestra sinfonica.
All'Opéra di Parigi l'opera debuttò il 5 dicembre 1907 nella versione originale e il 17 maggio 1917 nella versione di Roger-Ducasse.

## Personaggi
- Prométhée (voce recitante)
- Pandore (voce recitante)
- Andros (tenore)
- Aenoë (soprano)
- Gaia (mezzosoprano)
- Kratos (tenore)
- Bia (soprano)
- Hermès (voce recitante)